# 桃花溪革命旧址
桃花溪革命旧址，是位于中国福建省宁德市蕉城区霍童镇桃坑村桃花溪自然村的一个中国共产党革命根据地，包括中国工农红军闽东独立师师部旧址、叶飞旧居、阮英平旧居、范式人旧居、陈挺旧居、红军被服厂旧址及战壕旧址，总面积472平方米。2018年9月入选第九批福建省文物保护单位。
桃花溪地处霍童、虎贝、洋中三镇交界处，地势险要，群众对共产党运动持支持态度，是闽东独立师成立处、闽东三年游击战争的重要支撑地、第二次国共合作后的闽东红军整编为國民革命軍新四军处，为中国共产党在闽东革命根据地的重要历史地区之一。1934年9月底，闽东工农红军独立第二团、闽东工农红军独立第十三团及闽东红军独立营在宁德桃花溪的支提寺会师，合编为中国工农红军闽东独立师，师长冯品泰，政委叶飞，副师长赖金标。独立师师部设于桃花溪陈氏祖厅。闽东红军在桃花溪一带广阔的山林中建立了修枪厂、被服厂以及红军医院、仓库、战壕等，桃花溪、梅坑一带成为中国共产党在闽东的活动中心。叶飞、阮英平、范式人、陈挺等闽东革命领导人长期在此居住、办公，领导闽东中国共产党组织和群众的工作。